# Fransk hjerteorm
Fransk hjerteorm (Angiostrongylus vasorum)  er en parasitisk rundorm (nematode). Den er parasit hos hunde, hvor den kan være livstruende,  og andre rovdyr med snegle som mellemvært.

## Beskrivelse
De voksne orme er lyserøde, 14 til 20 mm lange og 0,2 til 0,3 mm bredde.

## Livscyklus
Livscyklussen begynder, når larver i 3. larvestadie (L3) indtages af en endevært, som typisk er en ræv eller en hund. Dette kan ske ved at dyret spiser en snegl som indeholder larven. Larven borer sig gennem mavevæggen og føres med blodet til hjertet hvor den begynder at udvikle i den højre side af hjertet. Larverne gennemgår to flere larverstadier og bliver til L5-larver, før de når voksenstadiet og begynder at lægge æg. Æggene føres med blodet til lungerne, hvor de klækkes. Larvens første stadium (L1) borer sig ud i lungerne, hvorefter værten vil hoste dem op i svælget og synke dem. L1-Larverne forlader så værten i dens afføring. De kan så optages i snegle som spiser afføringen, og udvikles til L3-larver i sneglene.
Der går fra 35 til 60 dage fra en hund smittes til den begynder at udskille L1-laver.

## Værter
De naturlige mellemværter for fransk hjerteorm er snegle. Hjerteormen viser ringe værtspecificitet i sin mellemvært.
Naturlige slutværter er hunde og forskellige andre rovdyr.
Infektion hos hunde kan medføre blødninger, som oftest i luftvejene, men mange områder kan rammes, herunder øjnene, huden, tarmene, lungerne og hjernen. Blødning fra lungerne og hjernen er livsfarligt for hunden.